# Adnan Abu Odeh
Adnan Abu Odeh (arabisch عدنان أبو عودة, DMG ʿAdnān Abū ʿAuda; * 10. November 1933 in Nablus, Palästina; † 2. Februar 2022) war ein jordanischer Politiker und Diplomat.

## Leben
Adnan Abu Odeh stammte als Sohn eines Seifenmachers und einer Analphabetin aus einfachen Verhältnissen. Er schloss sich der 1953 von Taqī ad-Dīn an-Nabhānī gegründeten islamistisch–neofundamentalistischen Hizb ut-Tahrir an. 1966 wurde er Mitarbeiter der Generaldirektion für den Nachrichtendienst (Da'irat al-Muchabarat al-Amma). Er fungierte als Major zwischen 1970 und 1973 im dritten Kabinett von Ministerpräsident Wasfi at-Tall sowie dessen Nachfolger Ahmad al-Lawzi erstmals als Informationsminister sowie als Kulturminister. Er bekleidete dieses Amt von 1973 bis 1974 erneut im Kabinett von Ministerpräsident Zaid ar-Rifaʿi und war zudem zwischen 1974 und 1982 Mitglied des Senats (Maǧlis al-Aʿyān), des Oberhauses des Parlaments Maǧlis al-Umma. Im ersten Kabinett von Ministerpräsident Mudar Badran hatte er abermals das Amt des Informationsministers und unterzeichnete in dieser Funktion am 26. August 1979 mit Bundesaußenminister Hans-Dietrich Genscher das Abkommen zwischen der Regierung der Bundesrepublik Deutschland und der Regierung des Haschemitischen Königreichs Jordanien über kulturelle Zusammenarbeit.
Im zweiten Kabinett von Ministerpräsident Mudar Badran hatte Abu Odeh von 1980 bis 1984 zum vierten Mal das Amt als Informationsminister inne. Zugleich war er von 1982 bis 1984 Mitglied des Nationalen Beirates und im Anschluss zwischen 1984 und 1988 Minister des Königlichen Hofes. Nachdem er von 1988 bis 1991 Politischer Berater von König Hussein I. sowie zwischen 1991 und 1992 Chef des Königlichen Hofes war, fungierte er von 1992 bis 1995 als Ständiger Vertreter bei den Vereinten Nationen. 1997 wurde er abermals Mitglied des Senats und war zeitweilig auch Berater von Abdullah II. bin al-Hussein. Im Jahr 2007 wurde von einem Staatsanwalt des Staatssicherheitsgerichts Anklage wegen eines Buches über die Rechte der Jordanier palästinensischer Abstammung erhoben.

## Veröffentlichung
- Jordanians, Palestinians, & the Hashemite Kingdom in the Middle East Peace Process. United States Institute of Peace Press, Washington, DC 1999, ISBN 1-878379-88-7.